# Brachypodium rupestre
Brachypodium rupestre é uma espécie de planta com flor pertencente à família Poaceae. 
A autoridade científica da espécie é (Host) Roem. & Schult., tendo sido publicada em Systema Vegetabilium 2: 736. 1817.

## Portugal
Trata-se de uma espécie presente no território português, nomeadamente em Portugal Continental.
Em termos de naturalidade é nativa da região atrás indicada.

## Protecção
Não se encontra protegida por legislação portuguesa ou da Comunidade Europeia.